# 香港女子聯賽足總盃
香港女子聯賽足總盃（英文：Hong Kong Women League FA Cup），簡稱女子足總盃是由香港足球總會主辦的淘汰制錦標賽，於2012–13年首辦，以配合《鳳凰計劃》中推行香港女子足球聯賽的重要組成一部份，亦是女子聯賽三階段實行中的第一階段。
2012–13香港足球總會女子聯賽於11月月中展開，由卜公、多多思意、教院、公民、沙田、車路士足球學校（香港）、大埔、港會、西貢及妍青共 10 支球隊參加。

## 賽制
賽事以淘汰賽形式進行，每場法定時間為80分鐘，上、下半場各為 40 分鐘。若果於法定時間內尚未能夠分出勝負，就進行互射十二碼以分出勝方。而每場賽事各球隊最多可以有 5 個替換名額。
整個賽事分為三個階段，第一階段之足總盃賽事於11月17日展開，揭幕戰由大埔對陣車路士足球學校（香港）。

## 歷屆決賽
| 屆數 | 年份    | 冠軍           | 比數        | 亞軍           | 決賽地點     | 參考  |
| ---- | ------- | -------------- | ----------- | -------------- | ------------ | ----- |
| 1    | 2012–13 | 卜公           | 4–0         | 西貢           | 銅鑼灣運動場 | [ 3 ] |
| 2    | 2013–14 | 車路士足球學校 | 2–1         | 高士威         | 湖山遊樂場   |       |
| 3    | 2014–15 | 公民           | 8–0         | 會所一號       | 湖山遊樂場   | [ 4 ] |
| 4    | 2015–16 | 公民           | 3–0         | 車路士足球學校 | 湖山遊樂場   | [ 5 ] |
| 5    | 2016–17 | 龍門           | 1–1（3–0 ） | 公民           | 九龍灣公園   | [ 6 ] |
| 6    | 2017–18 | 愉園           | 3–1         | 公民           | 九龍灣公園   | [ 7 ] |
| 7    | 2018–19 | 傑志           | 1–0         | 公民           | 九龍灣公園   | [ 8 ] |
| 8    | 2022–23 | 傑志           | 1–1（5–4 ） | 車路士足球學校 | 九龍灣公園   | [ 9 ] |
| 9    | 2023–24 | 車路士足球學校 | 1–0         | 傑志           | 斧山道運動場 |       |
| 10   | 2024–25 | 傑志           | 2–0         | 仁足社         | 蒲崗村道公園 |       |

## 外部連結
- 香港女子聯賽足總盃官方網站 （页面存档备份，存于）